# PZL Bielsko SZD-8
Dimensions
Le SZD-8 Jaskółka (hirondelle en polonais) est un planeur monoplace fabriqué en bois. Il a été conçu pour faire de la voltige et de vol campagne.
Il est fabriqué par SZD à Bielsko-Biała, Pologne.

## Développement
Les travaux du SZD-8 ont commencé début 1950 après une conférence à laquelle ont participé des nombreux pilotes et ingénieurs. Le vol inaugural du premier prototype désigné SP-1222 a lieu le 21 septembre 1951. Le pilote d'essai Adam Zientek constate plusieurs défauts de manœuvrabilité de l'aéronef. Le problème principal du prototype est sa tendance à se mettre en vrille à plat. Une fois ces problèmes éliminés, le SZD-8bis (essayé en vol le 24 décembre 1952) offre des très bonnes qualités de pilotage et devient le planeur de compétition le plus populaire en Pologne dans les années 1953-1957.
La première série de 30 exemplaires s'avère insuffisante en conséquence des commandes étrangères. Le SZD-8 Jaskółka a été produit en 135 exemplaires, sa fabrication s'arrête à la fin des années 1950.

## Description technique
Le SZD-8 Jaskóła est un planeur à ailes moyennes entièrement en bois, le fuselage étant réalisé en deux demi coques,.

## Les records
Le SZD-8 a établi 17 records du monde, dont :
- record de vitesse sur 100 km sur un parcours triangulaire (97,4 km/h)
- record de vol aller retour (533 km)
- record de vitesse de RDA sur 100 km sur un parcours triangulaire établi en 1959 par Werner Runge[5].

## À l'étranger
Le SZD-8 a été fabriqué sous licence en RDA et en Chine